# Episodi di Ovino va in città (seconda stagione)
La seconda stagione della serie animata Ovino va in città, composta da 13 episodi, è stata trasmessa negli Stati Uniti, da Cartoon Network, dal 2 dicembre 2001 al 7 aprile 2002.
In Italia la stagione è stata trasmessa su Cartoon Network dal 19 settembre 2002.
| nº | Titolo originale              | Titolo italiano           | Prima TV USA     | Prima TV Italia |
| -- | ----------------------------- | ------------------------- | ---------------- | --------------- |
| 1  | Wish You Were Shear!          |                           | 2 dicembre 2001  |                 |
| 2  | Baah-Dern Times               |                           | 9 dicembre 2001  |                 |
| 3  | Flock, Up in the Sky!         |                           | 16 dicembre 2001 |                 |
| 4  | My, How Ewe Have Changed!     | Chi sono io               | 23 dicembre 2001 |                 |
| 5  | The Wool of the People!       |                           | 10 febbraio 2002 |                 |
| 6  | Party of the Shear!           |                           | 17 febbraio 2002 |                 |
| 7  | Daddy Shear-est!              |                           | 24 febbraio 2002 |                 |
| 8  | The Wool Is Not Enough!       |                           | 3 marzo 2002     |                 |
| 9  | Beauty and the Bleats!        | Di ciniglia               | 10 marzo 2002    |                 |
| 10 | An Officer and a Gentle-lamb! | Il barbiere e l'ufficiale | 17 marzo 2002    |                 |
| 11 | Oh, the Ewe-manity!           |                           | 24 marzo 2002    |                 |
| 12 | Here Goes Mutton!             | Pescolare sotto tiro      | 31 marzo 2002    |                 |
| 13 | Baa-hind the Scenes!          |                           | 7 aprile 2002    |                 |